# 19224 Orosei
19224 Orosei (1993 RJ3) là một tiểu hành tinh vành đai chính được phát hiện ngày 15 tháng 9 năm 1993 bởi A. Boattini ở Cima Ekar.